# Усадьба Матвея Казакова
Уса́дьба Матве́я Казако́ва (дом Казакова) — комплекс строений 1780-х годов, расположенный в Москве на углу Малого и Большого Златоустинских переулков. Принадлежал московскому архитектору Матвею Казакову. Со временем облик усадьбы менялся, территория была разделена на независимые участки. Главный дом, жилые флигели и дворовые здания значительно изменились. На 2018 год сохранились постройки времён Казакова — главный дом с жилым флигелем (дом № 3, стр. 1) и здание архитектурной школы (№ 1/11), которое находится в аварийном состоянии.

## История

### Предыстория участка
С 1780 года хозяином усадьбы был квартирмейстер Пётр Борисович Белавин. Он купил её за 3,5 тысячи рублей. К тому моменту территория участка доходила до стен Златоустовского монастыря и включала в себя двухэтажные каменные палаты и ряд деревянных хозяйственных построек. Жилые помещения располагались на востоке, хозяйственные здания примыкали к красным линиям переулков, в западной части находился сад. Белавин планировал увеличить количество строений, однако проект так и не был осуществлён.

### Владение Казакова
В 1782 году участок у Белавина выкупил московский архитектор Матвей Казаков за 4 тысячи рублей. К середине 1780-х годов он разделил усадьбу на две части и занял с семьёй восточную сторону. Главный дом был перестроен и расширен: в его состав вошли старые каменные палаты. В глубине участка был разбит сад, а хозяйственные постройки размещались по периметру. За счёт пристроек фасад главного дома вывели на красную линию Малого Златоустинского переулка, вход был со двора. Слева отстроили небольшой каменный двухэтажный флигель. На западе Казаков возвёл два дополнительных двухэтажных жилых корпуса. Северный, не сохранившийся до нашего времени, представлял собой обычное оштукатуренное здание без художественного оформления. Это был доходный дом, который выходил фасадом на красную линию Большого Златоустинского переулка. Южный двухэтажный корпус располагался на пересечении переулков: в 1780-м зодчий открыл в нём свою архитектурную школу. Планировка здания была схожа с планировкой Московского университета, также созданного по проекту Казакова. Угол дома был закруглён, что отразилось на внутренней архитектуре помещений. Четыре окна выходили на Большой Златоустинский переулок, семь — на Малый.
Матвей Казаков проживал в усадьбе с 1782 по 1812 год, когда переехал в Рязань во время наступления наполеоновской армии. За период проживания в усадьбе он разработал проекты Дворянского собрания (Дом Союзов), Голицынской больницы, здания Сената. Кроме того, в это время архитектор создал «фасадический» план Москвы, на котором планировалось изобразить все здания в пределах Земляного города.
Архитектор умер через год после освобождения столицы и крупного пожара. Малый и Большой Златоустинские переулки почти не пострадали в огне, и усадьба неплохо сохранилась. Матвей Казаков составил завещание ещё в 1810 году и в нём предусмотрел раздел участка на две части, однако усадьбу поделили на три. К старшей дочери Екатерине перешла северная часть, которая примыкала к Златоустовскому монастырю. Восточные постройки по Малому Златоустинскому переулку достались младшей дочери Елизавете. Участок на углу, который включал в себя здание архитектурной школы, был продан мещанину Петру Ивановичу Бурелли.

### Судьба усадьбы
Северный участок

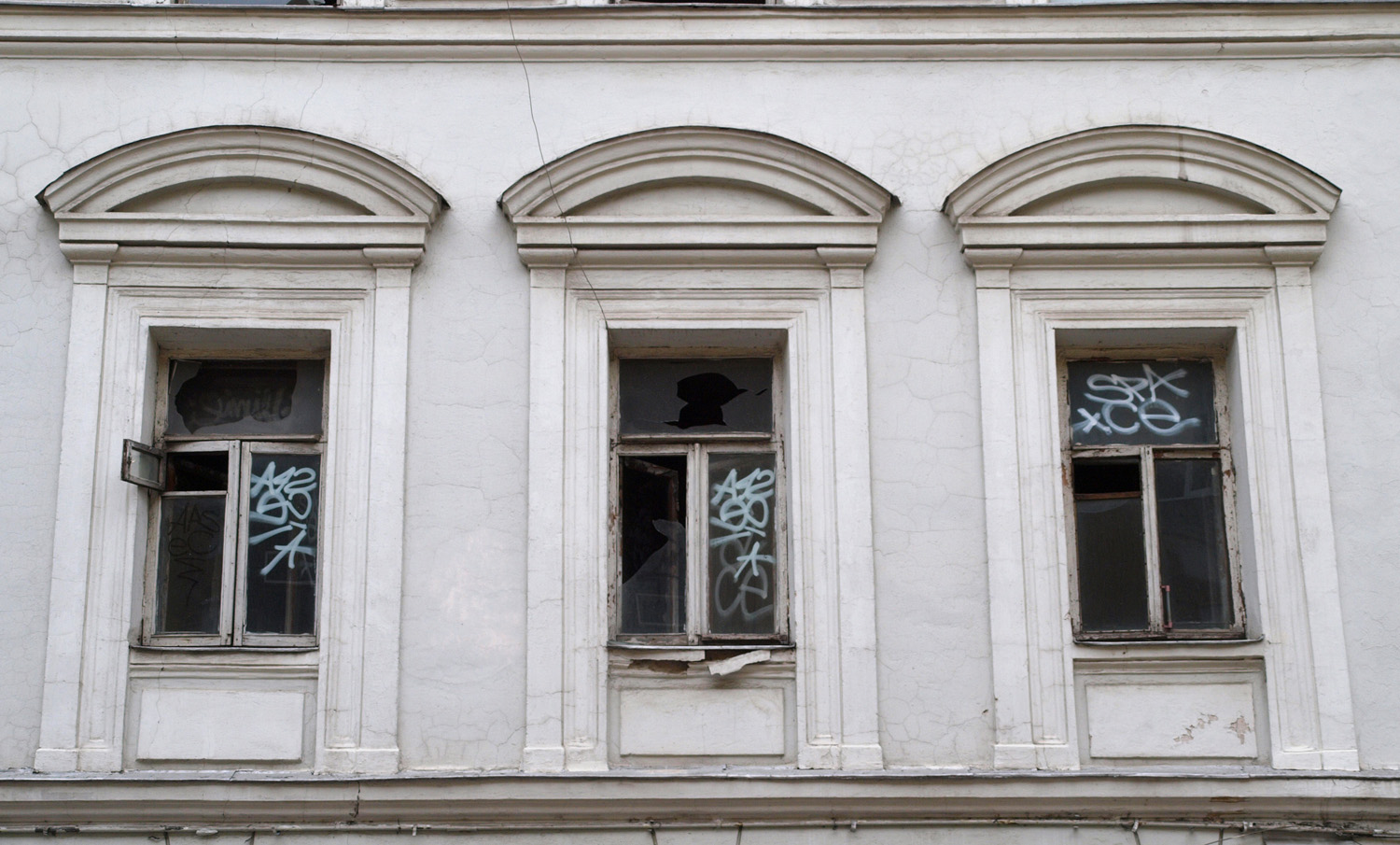
Фрагмент второго этажа углового здания, 2008 год

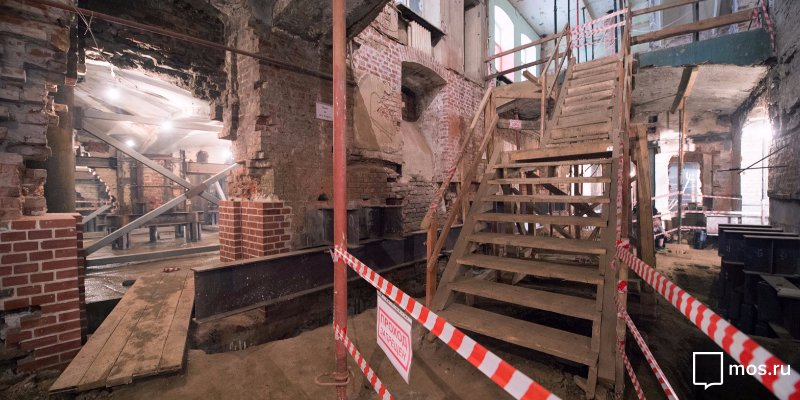
Состояние усадьбы в 2017 году

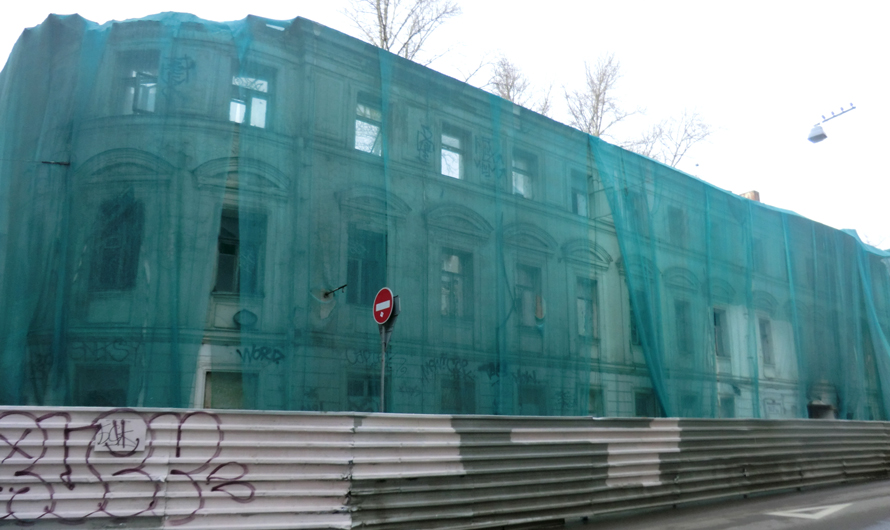
Состояние одной из построек усадьбы — школы в 2018 году

В 1810 году на территории северной части усадьбы существовало чёткое разделение на парадную и хозяйственные зоны: около красной линии переулка стояло двухэтажное каменное жилое здание, а в глубине участка находилась одноэтажная хозяйственная постройка. В середине XIX века в доме жил дед композитора Александра Скрябина. В 1858-м по южным и западным границам участка возвели каменный многоквартирный дом, а в 1872 году часть дома вдоль переулка надстроили третьим этажом.
В 1913-м угловое здание и северную часть усадьбы Казакова выкупил торговый дом товарищества «Иван Денисович Баев старший с братьями» и пытался объединить участки. Через год архитектор Иван Кузнецов разработал проект перестройки. На месте углового дома планировалось возвести пятиэтажный, а хозяйственные помещения перестроить в шестиэтажные: часть зданий должны были стать жилыми, часть — торговыми. До войны успели возвести только трёхэтажное административное здание с подвалом в Большом Златоустинском переулке. Долгое время в нём располагалась типография. Два участка так и не были объединены в один.
После революции в угловом корпусе расположились коммунальные квартиры и учреждения. В 1953 году архитектор Рувим Подольский предложил установить мемориальную доску Казакову на фасаде бывшей архитектурной школы, а также организовать в его доме музей. Вопрос реставрации и открытия музея поднимался также в 2008 году.
Восточный участок
Главный дом принадлежал младшей дочери Казакова до 1836 года. После пожара в 1812-м часть его разобрали, а жилой флигель расширили. Неизменной постройка оставалась до конца 1870-х годов, затем началось строительство жилых домов на западной границе участка. Через десять лет со стороны двора к торцу главного дома пристроили двухэтажный каменный корпус, частично выходящий на Малый Златоустинский переулок. Отделку уличного фасада выполнили в стиле ампир, что позволило завершить периметральную композицию. В 1920—1930-х годах все постройки были отведены под коммунальное жильё. В 1995-м дом передали московскому отделению пенсионного фонда и фирме, специализирующейся на строительстве автомобильных дорог. Тогда же здания капитально отремонтировали и надстроили мансардами.
Угловой участок на пересечении переулков
В 1816 году на участке находилось два здания: помещения двухэтажного каменного жилого дома сдавались внаём, рядом располагалась одноэтажная хозяйственная постройка. В 1877-м по проекту архитектора Константина Быковского дом достроили до третьего этажа, такой внешний вид сохранился до настоящего времени. Быковский придал верхнему этажу характерные черты построек XIX века: добавил наличники и штукатуреные филёнки между окнами. Однако внутри здание не изменили. Через год по границам участка были поставлены одноэтажные и двухэтажные хозяйственные постройки, которые архитектор Дмитрий Зверев увеличил на этаж в 1886-м.

### Современность
По состоянию на 2018 год сохранились главный дом с хозяйственным флигелем (дом № 3) и угловой жилой корпус во владении по Малому Златоустинскому переулку, которые находятся в аварийном состоянии. В 2005-м правительство Москвы рассматривало вопрос о размещении в школе научного центра-музея истории московского зодчества и архитектора Матвея Казакова. Это предложение поддержал мэр столицы Юрий Лужков. Через семь лет для дома был разработан проект консервации, но его не реализовали. В 2014 году Градостроительно-земельная комиссия Москвы подтвердила необходимость реконструкции здания. Однако только в 2017-м было объявлено об укреплении конструктивных элементов здания и восстановлении в том виде, в котором дом существовал в 1870—1890-е годы. Старт работ назначен на 2018-й.